# Lew DeWitt
Lewis Calvin «Lew» DeWitt (Roanoke, Virginia, 12 de marzo de 1938 - Waynesboro, Virginia, 15 de agosto de 1990) fue un cantante y compositor estadounidense de música country. Es conocido por haber sido uno de los fundadores y el tenor original del grupo The Statler Brothers, uno de los grupos más premiados del country.

## Carrera
Durante la mayor parte de su carrera DeWitt, con su voz de tenor, integró el grupo de música country The Statler Brothers y fue también guitarrista del mismo. Se retiraría del grupo en 1982, debido a los problemas de salud de la enfermedad de Crohn, y haría una pequeña reaparición como cantante solista interpretando dos álbumes.

### The Statler Brothers
Lew fundó el grupo a fines de los años 50 junto a Don Reid (Cantante), Harold Reid, (bajo), Phil Balsley (Barítono) y el mismo, siendo el tenor y guitarrista del grupo. Escribió varias canciones para los Statler, incluyendo Flowers on te wall que fue un gran éxito a finales de los años '60 y principios de los '70. Esta fue uno de los mayores éxitos del grupo, alcanzando el #2 en la lista Billboard Hot 100. Trabajó también junto a Johnny Cash componiendo algunas canciones junto a él y The Statler Brothers.
DeWitt siguió hasta principios de los años 80 pues se vio obligado a retirarse del grupo en 1982 debido a los problemas de salud derivados de la Enfermedad de Crohn que sufría desde la adolescencia. Fue remplazado permanentemente por Jimmy Fortune, que el mismo había recomendado.

### Reaparición como solista
Luego de una operación después de su salida de los The Statler Brothers, su estado de salud de la Enfermedad de Crohn había mejorado. Seis semanas después de la operación era llamado por representantes de una iglesia en Waynesboro cantar allí. DeWitt hizo una reaparición oficial como solista en 1985 y lanzó dos álbumes On My Own (1985) y Here to Stay  (1986). Como solista su sencillo You'll Never Know en 1985 alcanzó el puesto 77 en los charts de música country. 
DeWitt siguió su carrera como solista que duró menos de 3 años después de su retirada del grupo The Statler Brothers.

## Muerte
En 1989 su estado de salud volvió a recaer, lo que lo alejó permanentemente de los escenarios. Falleció el 15 de agosto de 1990 a los 52 años del corazón y a causa de las complicaciones derivadas de la enfermedad de Crohn.
- Datos: Q6535964